# Municipio de Grant (condado de Montgomery)
El municipio de Grant (en inglés: Grant Township) es un municipio ubicado en el condado de Montgomery en el estado estadounidense de Iowa. En el año 2010 tenía una población de 314 habitantes y una densidad poblacional de 3,41 personas por km².

## Geografía
El municipio de Grant se encuentra ubicado en las coordenadas 40°56′28″N 95°12′16″O / 40.94111, -95.20444. Según la Oficina del Censo de los Estados Unidos, el municipio tiene una superficie total de 92 km², de la cual 91,4 km² corresponden a tierra firme y (0,65 %) 0,6 km² es agua.

## Demografía
Según el censo de 2010, había 314 personas residiendo en el municipio de Grant. La densidad de población era de 3,41 hab./km². De los 314 habitantes, el municipio de Grant estaba compuesto por el 98,41 % blancos, el 0,64 % eran afroamericanos y el 0,96 % eran de una mezcla de razas. Del total de la población el 0,32 % eran hispanos o latinos de cualquier raza.